# Santa María de Huerta
Santa María de Huerta – gmina w Hiszpanii, w prowincji Soria, w Kastylii i León, o powierzchni 49,15 km². W 2011 roku gmina liczyła 352 mieszkańców.